# Beth Hart
Beth Hart (født 24. januar 1972 i Los Angeles) er en amerikansk sanger. Hun kendes i Danmark nok mest for sit album Leave the Light On og sit samarbejde med Joe Bonamassa. 
Hun har igennem flere år udsat sig selv for et massivt misbrug af både alkohol og stoffer. Ifølge hende selv begyndte alkoholmisbruget allerede som 11-årig, og som 13-årig var hun første gang hos Anonyme Alkoholikere. I 2000 hittede hun delvist i USA og især i New Zealand med sangen LA Song (Out of This Town) fra pladen Screamin' for My Supper. Succesen gav hende dog en nedtur. Hun begyndte at drikke igen og blev droppet fra sit pladeselskab og røg på psykiatrisk hospital. Hun er dog siden blevet gift og mener selv at have kommet sig.
Hun blev " genopdaget" karrieremæssigt på Skanderborg Festival og har siden haft en forkærlighed for Danmark. Blandt andet var hun hurtig stand-in for Amy Winehouse ved afviklingen af Skanderborg Festivalen 2007.

## Diskografi
- Immortal (1996)
- Screamin' for My Supper (1999)
- Leave the Light On (2003)
- Live at Paradiso (2005)
- 37 days (2007)
- My California (2010)
- Don't Explain (2011, med Joe Bonamassa)
- Bang Bang Boom Boom (2012)
- Seesaw (2013, med Joe Bonamassa)
- Better Than Home (2015)
- Fire on the Floor (2017)
- Black Coffee (2018, med Joe Bonamassa)
- War in My Mind (2019)
- A Tribute to Led Zeppelin (2022)
- You Still Got Me (2024)